# Annunci di morte
Annunci di morte (Lonely Hearts) è un film statunitense del 1991 diretto da Andrew Lane.

## Trama
Alma Everett, una donna sola e vulnerabile, si innamora di Frank Cigetti, uno spietato truffatore che si guadagna da vivere grazie a donne vulnerabili. Frank non vuole Alma intorno a lui, ma non può fare nulla per la situazione nel caso lei vada alla polizia. Sulle tracce dei due c'è un'investigatrice privata, che lavora per un'altra delle vittime di Frank.